# حميد المهدوي
حَمِيدٌ المَهْدَوِيّ هوَ صحفي مغربي وُلدَ بمدينة الخنيشات بمنطقة الغرب. يرأسُ تحرير موقع بديل الذي يُعدّ موقعَ أخبار إلكترونياً مستقلاً. عُرف المهدوي عبر خرجاته في قناته على يوتيوب التي كان يناقش فيها مختلف القضايا ويحللها كما عُرف عنه انتقادهُ لدوائر القرار في المغرب.
في 20 تموز/يوليو من عام 2017، وقبل ساعات من انطلاقِ مسيرة كانت مقررة ضمنَ حراك الريف؛ اعتُقلَ المهدوي في الشارع العام بمدينة الحسيمة على يدِ أجهزة أمنيّة تابعة للسلطات المغربيّة. وفي الأسبوع الموالي؛ حُكم على حميد بثلاثة أشهر حبساً نافذًا وغرامة ماليّة قدرها 20.000 درهم مغربي (حوالي 2.000 دولار أمريكي) بتهمة تحريض أشخاص على ارتكاب «جنحة بواسطة الخطب والصياح في مكان عمومي».

## المسيرة المهنيّة
اشتهرَ الصحفيّ حميد المهدوي في الداخل المغربي بفضلِ كتاباتهِ الجريئة، والتي كانَ يوجّه فيها رسائلَ لأعلى هرم السلطة في البلاد؛ الملك محمد السادس، فضلًا عن فيديوهاتهِ التي يشرحُ فيها واقع الحال في المغرب بالتسميّات وبلا حرج. افتَتح موقع بديل الإلكتروني الذي كانَ يتناول فيهِ، إلى جانبِ صحفيين آخرينَ، الواقع المغربي من خِلال مجموعة من المقالات التحليليّة والتفصيليّة. قُبيلَ اعتقاله؛ كان حميد قد نشرَ مقالةً على موقعهِ جاءَ فيها: «يبدو أن الملك خائف من تطور الحراك الاجتماعي لهذا أراد إضعاف إرادة المحتجين عبر تجاهل احتجاجاتهم في محاولة لاقناعهم بعدم أهمية مطالبهم وبكون تحركاتهم لا تستحق ولو جملة واحدة في الخطاب» إلى جانبِ مقالات أخرى كان ينتقدُ فيها ملك المغرب وطريقة تعاملهِ مع الاحتجاجات في منطقة الريف.
بعدَ اعتقاله بحوالي 90 يومًا، وفي خطوة مفاجئة، أعلنَ فريقُ التحرير عن توقف الموقع عن العملِ بدعوى ضُعف الإمكانيات وعدم تمكّنهِ من دفع أجور الطاقم الصحفي، ثمّ استُبدلَ كامل المحتوى في وقتٍ لاحق بصورة للمهدوي نفسه تتحدث عن اعتقاله والتضييق على حريتهِ في التعبير. وقد شنّت وسائل إعلام محسوبة على النظام هجومًا على حميد واصفةً إياهُ تارة «بالظاهرة المرضيّة» وتارةً أخرى «بالحقير والصعلوك».

## الاعتقال
اعتُقلَ حميد المهدوي يوم الخميس الموافق لـ 20 تموز/يوليو من عام 2017 في ذروة ما عُرفَ بحراك الريف، ووُجّهت له تهمة «تحريض الناس على التظاهر ضدّ الدولة رغم قرار المنع الصادر عنِ السلطات المختصة». بُعيدَ اعتقاله، أمرَ وكيل الملك لدى المحكمة الابتدائية بمدينة الحسيمة بفتح بحثٍ مع حميد من أجل الاشتباه في ارتكابه لأفعال أخرى مخالفة للقانون. لم يخلص التحقيق في نهاية المطاف إلى أيّ تهم أخرى، لكنّه استقرّ على تهمة «تحريض أشخاص على ارتكاب جنح بواسطة الخطب والصياح في الأماكن العمومية ودعوتهم للمشاركة في مظاهرة بعد منعها والمساهمة في تنظيمها».
حُكم عليهِ في بادئ الأمر بالحبس ثلاثة أشهر، ثمّ عادت ذات المحكمة لتُدينه بالحبس سنة واحدة، إلّا أنّ محكمةً أخرى بمدينة الدار البيضاء أدانت المهدوي بتهمة جديدة، وهي «عدم التبليغ عن جريمة تمس بأمن الدولة» ويتعلقُ الأمر – حسبَ مزاعمَ المحكمة – بتجاهلِ حميد تبليغ السلطات عن مكالمة هاتفية كانَ قد تلقاها من شخص يعيش في هولندا، ويتحدث فيها عن إدخال دبابة روسية إلى المغرب لصالح حركة الاحتجاج في شمال المغرب المُطالبة بالتنميةـ فحكمت عليهِ- بناءً على ذلك- بالسجن ثلاث سنوات. وفي المُقابل؛ نفى حميد المهدوي كل التهم التي نُسبت إليه، وأصرّ من داخل المحكمة على القول: «أصدِروا أحكامًا منصفة؛ فالبلد القوي بصورته وهيبته، والهيبة تكون فقط بإصدار أحكام عادلة ... أنا دائمًا أقول أنا مع حراك الريف لكنني كصحافي وفي حدود، وزيارتي لمدن الريف في إطار عملي وليس لشيء آخر. لقد ظلمتني النيابة في هذهِ المُحاكمة.»
في 11 نوفمبر/نونبر 2024، قضت المحكمة الابتدائية بمدينة الرباط بإدانة الصحفي المغربي حميد المهداوي بالسجن النافذ عاما ونصف وغرامة مالية تعادل 150 ألف دولار بعد ان ادانته بتهم "بث وتوزيع ادعاءات ووقائع كاذبة من أجل التشهير بالأشخاص، والقذف، والسب العلني" بحق وزير العدل في الحكومة المغربية، عبد اللطيف وهبي.  

### ردود الفعل
خلّف اعتقال حميد المهدوي صدمةً في الوسط الحُقوقي المغربي، كما تدخلت المُنظمّات الدولية على الخط، وعلى رأسها منظمة مراسلون بلا حدود، والتي نشرت بيانًا اعتبرت فيهِ أنّ الأحكام الصادرة في حقّ المهدوي وخمسة صحفيين آخرين هي «أحكام جد قاسية»، فيما علّقت منظمة هيومن رايتس ووتش على الموضوع قائلةً: «إن السلطات المغربية تُقدّم التهم الموجهة إلى حميد المهدوي على أنها متعلقة بحماية الأمن الداخلي للدولة، لكن هذه القضية تفوح منها رائحة الاستخدام التعسفي للقانون ضد صحافي جريء، من قِبل سلطات تعمل جذريا على تقليص فضاء حرية التعبير.» أمّا منظمة العفو الدولية، فقد طالبت السلطات المغربيّة بالإفراجِ عنهُ فورًا ودونَ قيدٍ أو شرط. وفي السياق ذاته؛ ندّدت جماعة العدل والإحسان – المحظورة داخلَ المملكة – بالحكمِ الصادر في حقّ حميد وباقي نشطاء الريف. وقالت: «هذه الأحكام لن تساهم في إخماد جذوة الاحتقان، بل ستكون على العكس من ذلك دفعة إضافية لتأجيج الغضب بسبب فقدان الثقة في المؤسسات، وإضعاف مصداقية القضاء ونزاهته واستقلاليته.».